# Absolut Germany
Absolut Germany ist ein privater Hörfunksender, der zur Senderfamilie Absolut Radio der Antenne Deutschland GmbH & Co. KG gehört und deutschlandweit über DAB+ und Webstream empfangbar ist. Er ist ein Schwestersender von Absolut relax, Absolut HOT, Absolut TOP, Absolut Bella und Absolut Oldie Classics.
Absolut Germany ist der sechste Sender der Absolut Radio Familie und ist im April 2022 auf Sendung gegangen. Das Sendestudio befindet sich in Garching bei München.

## Programm
Das Programm von Absolut Germany besteht ausschließlich aus Musik aus Deutschland. Die Künstler und Künstlerinnen müssen in Deutschland beheimatet sein oder eine Verbindung mit Deutschland haben. Dabei ist es egal, ob die Musik auf Deutsch gesungen wird oder in einer anderen Sprache.
Die Morningshow wird von Montag bis Freitag von 6 bis 10 Uhr von Florian Große moderiert. Danach ist der Vormittag unmoderiert.
Jeden letzten Donnerstag im Monat von 19 bis 20 Uhr gibt es von Moderatorin Isi Heiler die Show „Bühne Frei“, in der Newcomer vorgestellt werden.

## Empfang
Das Programm von Absolut Germany ist, wie weitere Sender der Absolut Digital GmbH & Co. KG, deutschlandweit auf DAB+ im 2. Bundesmux der Antenne Deutschland GmbH & Co. KG und per Webradio zu empfangen.
Hiermit ist der letzte freie Sendeplatz im Multiplex gefüllt.